# Maringá Esporte Iguatemi
O Maringá Esporte Iguatemi foi um time de futebol de Maringá, no estado do Paraná. Suas cores eram o preto, dourado e amarelo, e disputou o Campeonato Paranaense de Futebol - Segunda Divisão pela última vez em 2009, quando encerrou as atividades.

## História
Originalmente fundado como Clube Atlético Pitanguense na cidade de Pitanga/PR disputou a Série Prata do Campeonato Paranaense de 2007. Mudou de nome em agosto de 2007 para Astrel Sport Clube Pitanga e depois mudou de cidade e nome em abril de 2008 para Maringá Esporte Iguatemi (MEI) na cidade de Maringá/PR.
Disputou a Série Prata do Campeonato Paranaense de 2008 terminando em último lugar com nenhuma vitória. Em 2009, novamente disputou a Série Prata do Campeonato Paranaense, perdeu todos os jogos disputados e foi rebaixado para a 3ª divisão do Paranaense. Tendo sido essa a última participação do clube em uma competição, encerrando suas atividades neste mesmo ano.